# Clorindaia
Clorindaia är ett släkte av insekter. Clorindaia ingår i familjen dvärgstritar.
Kladogram enligt Catalogue of Life:
| Clorindaia | \| \| Clorindaia adama \| \| \| \| \| \| Clorindaia brasileira \| \| \| \| \| \| Clorindaia cyphora \| \| \| \| \| \| Clorindaia hecaloides \| \| \| \| \| \| Clorindaia latiabdoma \| \| \| \| |
|            | \| \| Clorindaia adama \| \| \| \| \| \| Clorindaia brasileira \| \| \| \| \| \| Clorindaia cyphora \| \| \| \| \| \| Clorindaia hecaloides \| \| \| \| \| \| Clorindaia latiabdoma \| \| \| \| |
|            | Clorindaia adama |
|            | |
|            | Clorindaia brasileira |
|            | |
|            | Clorindaia cyphora |
|            | |
|            | Clorindaia hecaloides |
|            | |
|            | Clorindaia latiabdoma |
|            | |